# Dammarie-en-Puisaye
Dammarie-en-Puisaye település Franciaországban, Loiret megyében. Lakosainak száma 173 fő (2022. január 1.). Dammarie-en-Puisaye Breteau, Batilly-en-Puisaye, Bonny-sur-Loire, Champoulet, Ousson-sur-Loire és Ouzouer-sur-Trézée községekkel határos.

## Népesség
A település népességének változása:
| Lakosok száma | 236  | 176  | 181  | 164  | 179  | 175  | 173  | 173  | 171  | 173  |
|               | 1968 | 1982 | 1990 | 2006 | 2013 | 2015 | 2017 | 2019 | 2020 | 2022 |